# Конзервација-рестаурација метала
Конзервација, или прецизније речено конзервација-рестаурација метала означава делатност усмерену на заштиту и очување историјских (сакралних, световних, техничких и етнографских) те археолошких предмета израђених делимично или у целости од метала. У њу су укључена сва деловања усмерена на превенцију односно успоравање пропадања, као и на побољшање доступности и читљивости предмета културне баштине. Упркос томе што метале по правилу сматрамо за сразмерно трајне и стабилне материјале, они ипак, под утицајем различитих физичких и хемијских процеса у непосредној околини, постепено пропадају (кородирају). Неки брже а неки знатно спорије. Ово се посебно односи на археолошке налазе код којих су ти процеси трајали и до неколико хиљада година.
Од изразитог значаја за процес конзервације предмета је и темељно, барем теоретско а пожељно и практично, познавање узрока и функција корозије, те најважнијих особина и техника обраде метала и њихових легура. Такође је неопходно и елементарно познавање историјског развоја уметничке обраде метала, археологије, етнологије те и технологије. Велику важност има и познавање савремене конзерваторске теорије и праксе, научно заснованих метода истраживања, као и етике. На крају треба напоменути и две додатне вештине којима би конзерватор рестауратор метала требало да влада, а то су комуникација и организација.

## Метали и легуре метала од којих су најчешће израђени предмети културне баштине
- злато
- сребро
- бакар
- бронза
- месинг
- гвожђе
- челик
- (нисколегирани челик, отпоран на атмосферску корозију)
- нерђајући челик
- олово
- калај
- цинк
- алуминијум
- титанијум
- ново сребро
- хром
- никл

## Метали и легуре метала које ређе срећемо у музејским и приватним збиркама
- антимон
- магнезијум
- ниобијум
- паладијум
- платина
- родијум
- жива
- бидри
- шибуичи
- шакудо
- електрум
- тумбага
- црна коринтска бронза

## Основне технике уметничке обраде метала

### Темељне технике
- ливење - растопљени метал налива се у различите калупе, најчешће од камена, глине, посебне врсте гипса или песка, те метала[2]
- ковање - разликују се две основне технике: ковање ужареног метала, које се примењује практично искључиво на гвожђе и ковање на хладно. Прва техника захтева посебан алат, док друга може користити и алат за подизање високе форме[3]
- тестерисање - изводи се ручном или електричном тестером[4]
- сечење - изводи се маказама (ножицама) за лим[5]
- сечење помоћу длета - изводи се помоћу оштрог длета које ударамо чекићем[5]
- савијање - изводи се различитим клештима (код дебљег материјала чекићем на одговарајућој подлози)[5]
- бушење - изводи се различитим бургијама[5]
- турпијање - изводи се турпијама различитих финоћа и облика те ротационим алатима[5]
- брушење - изводи се брусним папирима или брусним камењем различитих финоћа, ручно или машински[5]
- полирање - изводи се машински или ручно - помоћу комада крпе, коже или филца те одговарајућег абразивног средства[5]

### Технике спајања
- меко лемљење - техника спајања помоћу металне легуре која има нижу тачку топљења од метала који се спајају - на месту спајања лем се растопи и после хлађења чврсто везује лемљене делове[6].
- тврдо лемљење - техника идентична горе наведеној, с тим да се ради на температури вишој од 400 °C. Разликујемо тврде лемове за сребро, бакар и његове легуре, злато, платину, алуминијум и челик.[6]
- реактивно лемљење користи се искључиво у техници гранулације; ради се о мешавини бакарних соли и органских везива. При загревању се на површини лемљених делова ствара легура нешто ниже тачке топљења од метала које спајамо (сребро, злато, платина).[5]
- заваривање - за разлику од лемљења, код заваривања спој настаје растапањем самог метала који се спајају. Постоје електролучно заваривање, заваривање гасним гориоником и заваривање помоћу ласерског зрака.[6]
- лепљење - користе се различите врсте лепка, данас најчешће епоксидни или цијаноакрилатни.[7]
- механичко спајање - могу се користити вијци, заковице, клинови или рубљење[5]

### Додатне технике обраде
- искуцавање и цизелирање - изводи се посебно обликованим длетима ( пунце) која се ударају чекићем и на површини метала добијају се рељефни (испупчени или удубљени) украси. Код цизелирања се користе длета идентична оним за искуцавање. Техника се користи или као самостална или за дораду на друге начине обрађених предмета.
- подизање високе форме - техника се користи за израду чинија, бокала, чаша и ваза. На посебно обликованом наковњу ради се уз помоћ одговарајуће обликованих чекића.[5] Може се изводити и машински, када је реч о „друкању“ - метални лим причвршћен на ротирајућу осовину притиска се помоћу посебно обликованих полуга на дрвени или метални позитивни калуп (који такође ротира у истој оси).

### Технике украшавања површине
- Гравирање - посебно обликованим длетима жељени украси се урезују у метал
- Нагризање - жељени украс добијају се нагризањем површине помоћу киселог или базног раствора[8] или електролитским путем
- Позлата и посребрење - метални предмети могу се позлатити или посребрити на три основна начина:
  - металним листићима (или прахом) који се посебним лепљивим лаком (микстион) везују за подлогу; овај начин користи се пре свега за скулптуре већег формата,
  - позлатом у ватри; живина позлата или посребрење ради се помоћу легуре живе и злата (амалгам) која се наноси на метал а затим се све загрева, при чему жива испари а слој злата остаје везан за подлогу. На крају се овај слој глача до високог сјаја. Због високе отровности живе овај се поступак данас изводи врло ретко,
  - Електролитска позлата или посребрење. Овај поступак потпуно је истиснуо претходни (од 1840). Осим позлате и посребрења електролитским путем предмети се могу и побакрити, поцинковати, поникловати, покалајисати и хромирати (набројани су само поступци које се чешће срећу)[9]
- Филигран - ова техника као изражајно средство користи искључиво жицу и метална зрнца. По правилу се ради у сребру или злату[9]
- емајлирање - техника у којој се метална површина премазује стакленим растопом. Као основне технике можемо навести ћелијасти емајл, емајл удубљених поља и сликани емајл. Изводи се на злату, сребру, бакру и његовим легурама, гвожђу и челику[10]
- Нијелирање - техника слична емајлирању; метал се премазује смесом металних сулфида црне боје. Изводи се већином на злату и сребру.
- Гранулација - техника која као изражајно средство користи ситна метална зрна. Иста се спајају на подлогу посебном техником тврдог лемљења. Изводи се у злату или сребру.[5]
- Тауширање - техника која користи уметке од метала различитих боја, најчешће је налазимо на оружју, но честа је и на украсним посудама.[5]
- Дамасцирање - техника у којој се плетењем спаја више шипки од гвожђа и челика, а добијен свежањ се затим ковањем обликује у траке на којима се потом искуцавањем или пунцирањем стварају одређени узорци. Тако обрађени материјал затим се обликује у мачеве, ножеве или пушчане цеви, патинира раствором који обоји гвожђе а челик не, те тако створени узорак постаје видљив.[11] Под дамасцираним челиком подразумева се и једна врста у лонцима topqenog челика (индијски Vootz, руски Булат). Као врло слична техника може се споменути јапанска мокуме техника, где се уместо шипки користе лимови од различито обојених метала (бакар, сребро, бронза, злато, шибуичи, шакудо).[5]
- Хемијско бојење метала (патинирање) - одређеним хемикалијама мења се боја површине метала[9]. Најчешће се примењује на бакру и његовим легурама, гвожђу и сребру, нешто ређе на цинку и калају.
- Електрохемијско бојење - у принципу идентично хемијском, али се процес убрзава и модификује коришћењем електричне струје.
- Термичко бојење - у овом случају боје настају загревањем предмета на одређену температуру; најчешће се примењује на бакар и његове легуре, гвожђе, челик и титанијум.[5]
- Комбиновање метала са другим материјалима - метале пре свега комбинујемо са драгим и полудрагим камењем, дрветом, слоновачом, ћилибаром, седефом, корњачевином, коралима, бисерима, кожом, затим тканинама, папиром, керамиком, порцеланом, стаклом и пластичним масама.[5]

### Неке новије технике
- галванопластика - поступак који се користи од 1838. године[12]. Електролитским путем калуп од неког непроводника се посебним поступком учини проводљивим (помоћу графита, металног праха, хемијским поступцима), те се превуче дебелим слојем метала (најчешће бакра). У 19. веку коришћена за израду копија металних предмета, у другој половини 20. века почиње да се користи за израду уметничког накита.
- фотонагризање - поступак се у изради накита користи негдје од краја 60-их година прошлог века.[12]
- ретикулација - техника се користи од друге половине 19. века. Користи се за стварање рељефних, апстрактно структурираних површина. Изводи се искључиво у злату или сребру.[5]
- анодичка оксидација - пре свега се примењује на алуминијум, титанијум, тантал и ниобијум. Код алуминијума се добијени слој може и обојити органским или неорганским бојама. У случају титанијума, тантала и ниобијума боје настају за време оксидације (интерференцијске боје). У већем обиму се користи од 1970. године[13]
- Формирање преклапањем

Техника је настала крајем осамдесетих година 20. века Аутор технике је енглески златар чарлс Левтон-Браин Од 2012. године одржава се годишње међународно такмичење посвећено овој техници.
- Метална глина

Процес је развијен око 1990. године, данас се на тржишту могу наћи металне глине на бази сребра, злата, бакра и његових легура, а предмети се обликују директним моделирањем, као и код обичне вајарске глине пече се па полира и доради на жељени начин.
- Тродимензионална штампа

Техника је развијена око 1984. године, данас се користи за израду накита и уметничких предмета од метала на 2 начина - или за тродимензионалну штампу ливених модела, или за директну тродимензионалну штампу у металу или некој пластичној маси , директна тродимензионална штампа је могућа у злату, сребру, бакру и легурама, као и челику, алуминијуму и титанијуму

## Узроци пропадања метала
Основни узрок пропадања металних предмета је корозија, односно пропадање објекта услед интеракције са околином. Као најутицајније факторе пропадања историјских предмета треба истаћи релативну влажност и загађеност ваздуха, док код археолошких објеката најважнију улогу има састав, дубина, провлаженост и прозраченост тла. Код предмета извађених из морске или слатке воде најзначајнији су фактори пропадања количина и састав растворљивих соли, дубина воде, количина растворених гасова, смер водених струја и улога како микроскопских тако и макроскопских живих организама.

## Пропадање металу придружених материјала
Придружени материјали пропадају зависно од порекла, односно од тога да ли се ради о органским или неорганским материјалима. Органски материјали најчешће пропадају у сразмерно кратком времену, пре свега услед биолошке разградње. Код неорганских материјала ови су процеси знатно дужи и сложенији. И овде знатну улогу има прозраченост и провлаженост, састав и дубина тла, односно количина у води растворених соли и гасова, као и дубина и смер струјања воде у којој су предмети затечени.

### Основни с металом комбиновани материјали органског порекла
- кожа
- дрво
- папир
- тканине
- кост
- слоновача
- корњачевина
- рожина
- ћилибар
- биљна влакна
- седеф
- бисери
- корали
- гагат

### Основни с металом комбиновани неоргански материјали
- драго камење, те полудраго и украсно камење
- стакло и емајл
- керамика и порцелан
- пластичне масе

## Превентивна конзервација
Бројни предмети културне баштине, укључујући и оне од метала, су осетљиви на околину у којој се чувају. Значајни су фактори попут температуре, релативне влажности и загађености ваздуха, као и ниво осветљења и ултраљубичастог зрачења. Предмети морају бити заштићени и чувани у примереним условима. Као пример може се узети заштита археолошких предмета од бакра и његових легура или гвожђа - без примерене заштите од превелике влажности, односно загађености ваздуха у депоу или амбалажи у којој се чувају исти би врло брзо пропали.
Превентивна конзервација важан је елемент музејске заштите и бриге за збирке. Једна од битних одговорности чланова музејске струке је створити и одржавати услове средине повољним за одрживост збирки. Било у депоу, током изложби или у транзиту. Музеј је дужан да пажљиво и континуирано надзире стање збирки, како би се примерено и на време могло одлучити треба ли неки предмет подвргнути конзерваторско-рестаураторском захвату.

## Планирање конзерваторско-рестаураторског захвата

### Темељне поставке
Као и код конзерваторско-рестаураторских захвата на другим материјалима и овде су темељне поставке захвата засноване на што квалитетнијем и што опсежније очувању културно-историјско-технолошког идентитета предмета, значи на минималној интервенцији, те пожељној реверзибилности и поновљивости захвата, као и обавезној могућности идентификације обновљених делова. У последње време на важности добија и нетоксична природа примењених материјала и поступака, и то како у односу на предмете тако иу односу на рестауратора као извођача, али и околину у којем се радови одвијају.

### Истраживања
Данас су истраживања саставни део конзерваторског третмана металних предмета културне баштине, барем у високо развијеним земљама.

#### Идентификација метала и легура
- Једноставне методе - посматрање, спот тестови, специфична тежина
- Научне методе - XRF, XRD, PIXE, LIBS, SEM, електрохемијске технике, металографија

#### Идентификација корозионих процеса и продуката
- Једноставне методе - посматрање, спот тестови, Oddy тест
- Научне методе - XRD, SEM, металографија, електрохемијске технике

#### Идентификација металу придружених материјала
- Једноставне методе - посматрање, спот тестови, специфична тежина
- Научне методе - XRF, хроматографија

#### Идентификација технологије коришћене за израду предмета
- Једноставне методе - посматрање
- Научне методе - металографија, гамаграфија, томографија

### Доношење одлука и предвиђање краткорочних и дугорочних последица захвата
Код израде стратегије захвата најважнија је улога интердисциплинарног приступа истом, што подразумева учешће што већег броја стручњака у овом процесу. Као минимум се може узети учешће кустоса (археолога, историчара, историчара уметности), научника који се бави проблемом корозије металних предмета културне баштине и самог конзерватора рестауратора.

### Документација
Системски и квалитетно вођена документација се данас подразумева као битан предуслов квалитетно спроведеног конзерваторско рестаураторског третмана, а укључује како документовање стања предмета пре, током и по завршетку захвата, тако и обавезно навођење свих материјала и поступака коришћених при раду, као и резултате евентуалних научних испитивања спроведених на предмету. Саставни део документације мора бити и препорука за даље чување предмета.

### Етика и етички проблеми везани уз конзервацију метала
Етички концепт конзервације металних предмета у принципу је једнак онима у другим пољима деловања конзерватора рестауратора културне баштине. Као пример можемо узети етички кодекс Европске конфедерације конзерваторско рестаураторских удружења (ECCO).
Постоји и неколико посебних проблема који се сусрећу само у конзервацији метала. То су проблем забране термичког третирања археолошких предмета, као и проблем радикалне обнове историјских, најчешће техничких, или уз архитектуру везаних предмета.
Док је у првом случају проблем пре свега у уништењу вредних научних података, код техничких, уз архитектуру везаних, а нешто ређе и историјских предмета суштина проблема је у томе што радикално обновљени предмети у само симулирају изворни изглед објекта, па се некада могу сматрати чак кривотворинама, или блаже речено мање или више успешним фалсификатима који тек површно теже да надокнаде давно изгубљен или никада постојећи изглед самог предмета. Сходно томе, увек када је то могуће, код техничких предмета треба тежити очувању стварне историјске супстанце и рестаурацију темељно документовати и технички стручно спровести, како се као крајњи резултат не би добио свеже обојени сурогат аутентичног историјског предмета.
Овоме би се могао придружити и етички проблем конзервације сакралних предмета. Са религијске тачке гледишта поставља се питање да ли је исправно да ове, у суштини посвећене, предмете конзервира особа која није верник вере у чијем се богослужењу они користе или су били коришћени. Док неке религије ово не сматрају проблемом, у другима би се горе поменути конфликт могао тумачити светогрђем или у најмању руку непожељним.

## Основне врсте захвата

### Чишћење
Овај најједноставнији (у принципу, али може бити и врло сложен) и најчешћи захват на предметима може бити механички, хемијски, електрохемијски, ултразвучни и ласерски. Чишћење је усмерено на уклањање нечистоће и корозионих слојева. Археолошки налази чисте се искључиво механички, до оригиналне површине - ради се о слоју патине формираном по напуштању предмета, значи никако до чистог метала.

#### Чишћење предмета од злата
За танки корозиони слој на историјским предметима може се користити 10% раствор корена биљке сапуника (Saponaria Officinalis) или мешавина таложене креде и воде. Од чисто хемијских раствора могу се користити кисели раствор тиоуреје 8-10% (који је канцерогена супстанца) и 30% раствор натријум тиосулфата, или 15% раствор амонијум тиосулфата. Такође се примењују електролитско и ултразвучно чишћење. Археолошки материјал чисти се искључиво механички.

#### Чишћење предмета од сребра
На историјским предметима користи се пре свега механичко, хемијско и електролитско чишћење. Археолошки материјал чисти се искључиво механички. Најчешћа средстава су кисео 8-10% раствор тиоуреје (који је канцерогена супстанца), 30% раствор натријум тиосулфата, 15% раствор амонијум тиосулфата, кисели раствор калијум јодида (12%), и мешавина таложене креде и воде. Врло танке корозионе слојеве на историјским објектима могу се уклонити и свеже припремљеним 10% раствором биљке сапуњаче (Saponaria officinalis).

#### Чишћење предмета од бакра и његових легура
Код историјских предмета користе се углавном механичко и хемијско чишћење, а може се користити и ултразвучно, електролитско или чишћење ласером. Археолошки материјал чисти се искључиво механички. Од раствор које се користе за хемијско чишћење можемо издвојити амонијум-цитрат (pH 9 / 5%),  раствор, раствор калијум натријум тартарата и гел полиметакрилне киселине. Раствор амонијум цитрата ( 9 / 5%) и EDTA раствор могу се користити и при ултразвучном чишћењу. Патинирани предмети по правилу се чисте само водом или мешавином јестивог уља и алкохола или бензина (3 дела уља + 1 део алкохола или бензина), односно 10% раствором корена биљке сапуњача. важно је да се патина нипошто не измени, оштети или уклони.

#### Чишћење предмета од гвожђа и челика
Код историјских предмета најчешће се користи раствор фосфорне киселине (5-15%), амонијум-цитрат (pH 3,5 / 5%) или гел полиметакрилне киселине. Код брунираних или плављених предмета не смеју се користити хемијска средства, већ само петролеј или мешавина петролеја и парафина (1 лит петролеја + 20 гр парафина), или готове производе Балистол и ВД 40. Могуће је и чишћење ултразвуком, електролизом или ласером. Археолошки предмети чисте се искључиво механички.

#### Чишћење предмета од калаја
Историјски предмети чисте се или хемијски или механички помоћу мешавине таложене креде и воде, а врло танки корозиони слојеви моу се чистити и помоћу свеже биљке раставић (Equisetum arvense). Од хемијских раствора се може користити 5% раствор соне киселине (уз додатак корозионог инхибитора) или те 15% раствор тринатријум фосфата. Електролитско чишћење је такође једна од могућности. Археолошки предмети чисте се искључиво механички.

#### Чишћење предмета од олова
Од хемијских раствора користе се 5% раствор соне киселине у комбинацији са раствором амонијум-ацетата (10%) или 4% раствор EDTA (pH 5,5). Како се ради о врло меком металу механичко чишћење се не препоручује. Такође се радо користе и електролитичке методе, како за чишћење тако и за учвршћујућу редукцију.

#### Чишћење предмета од цинка
Од хемијских раствора користи се 5% раствор сумпорне киселине или 5% раствор EDTA (pH 7). Неке од опција су и 5-30% раствор амонијум тартарата и 10% врућ раствор амонијум-хлорида. Како је цинк веома осетљив на корозију, после чишћења киселе растворе обавезно треба неутралисати у 5% раствору соде бикарбоне.

#### Чишћење предмета од алуминијума
Код алуминијума се механичко чишћење избегава. Може се користити 10% раствор биљке сапуњаче или 5% раствор амонијум цитрата (pH 7). Такође се могу користити и електролитске методе, ултразвук, као и ласерско чишћење. Код предмета од алуминијума је врло важно знати да ли је предмет анодички или хемијски оксидиран или фосфатисан, од чега зависи ток и начин чишћења.

#### Чишћење предмета од титанијума
Може се користити раствор 100-250 гр лимунске киселине у 1 л вреле воде (90 °C).

#### Чишћење предмета од магнезијума
Могу се користити раствор од 30 гр натријум-карбоната, 30 гр тринатријум фосфата, 1 гр синтетског сапуна у 1 л дестиловане воде, pH 11, 80-95 °C, у трајању од 3-20 минута.

#### Чишћење хромираних предмета
Могу се користити 2-10% раствор од 47,5 гр натријум глуконата, 47,5 гр лимунске киселине и 4,9 гр винске киселине и 0,1 гр нејонског детергента.

#### Чишћење поникланих предмета
Можемо користити 2-10% раствор од 47,5 гр натријум глуконата, 47,5 гр лимунске киселине и 4,9 гр винске киселине, и 0,1 гр нејонског детерегента.

### Структурална консолидација
Овај је захват усмерен ка јачању физичке структуре предмета и исправљању облика самог предмета, било да је исти измењен само механичким или и другим узроцима. Било каква термичка обрада археолошког материјала је апсолутно искључена.

#### Методе спајања
- механичко спајање (заковице, вијци, преклапање, клинови)
- меко лемљење
- тврдо лемљење
- заваривање (електролучно, ВИГ, тачкасто, ласерско, плазма)
- лепљење (са или без ојачања)

#### Методе корекције облика
- равнање улубљења и сличних оштећења
- решавање савијених делова

#### Реконструкције
- Реконструкције материјалом истоветним изворном
- Реконструкције материјалом различитим од изворног
- 3Д штампа[23]

### Обнова недостајућих делова, односно површинске декорације
У одређеним случајевима конзерватор метала мора наново израдити изгубљене делове предмета односно обновити изворно постојећу површинску декорацију. Овоме се приступа искључиво у прецизно одређеним случајевима - само и једино ако се поседује егзактна документација односно фотографије предмета у целовитом, тренутно непостојећем стању које се жели вратити.
Новоизрађени делови морају бити јасно и видљиво означени и бар минимално се разликовати од историјски изворног материјала објекта.
Превлаке се обновљају само на истрошеним местима, никако уз примену потпуног уклањања старе истрошене превлаке. Нове превлаке морају, у случају потребе, бити лако и у потпуности уклоњиве с предмета и то искључиво методама које ни у најмањој мери неће наштетити самом предмету.

### Стабилизација
Усмерена је на што квалитетније успоравање пропадања предмета. Код археолошких предмета најчешће се ради о што темељнијем уклањању хлорида и блокирању деловања истих. Код историјских предмета усмерена је на коришћење корозионих инхибитора и конверзионих превлака.

#### Уклањање хлорида на бакру и његовим легурама
Може се споменути испирање натријум сесквикарбонатом и електролитичка метода.

#### Уклањање хлорида на гвожђу
Најраширенија је метода обраде у алкалном раствору натријум сулфита, те кориштење алкалног раствора у комбинацији са третманом диетиламином. Такође се користи електролитичка метода.

#### Уклањање хлорида на алуминијуму
Може се користити раствор амонијака / амонијум-сулфата, те електролитичко уклањање хлорида.

#### Стабилизација бакра и његових легура
Данас се највише користи стабилизација бензотриазолом (сумња се да је канцероген; у Европској унији се декларише као штетан по здравље). Руска литература спомиње и могућност коришћења амонијум-сулфида, те алкалних танинских раствора. У новије време испитан је и 4 метил имидазол који се може користити као мање токсична замену за бензотриазол. Ради се и на истраживањима инхибитора базираних на биљним екстрактима (инхибитор на бази екстракта дувана патентиран је још 1994. У фази испитивања су и инхибитори базирани на екстракту жалфије (Salvia officinalis) и семена опунције.

#### Стабилизација гвожђа
Најчешће се користи раствор танина или фосфатисање. Танин се користи и на археолошком материјалу, фосфатисање само на историјским предметима. Могу се користити и мешавине танина и фосфорне киселине, и то само на историјским предметима. Испитивани су и раствори на бази карбоксилата, пре свега за коришћење на историјским предметима

#### Стабилизација цинка
Може се користити 3% раствор бензотриазола, фосфатисање и модификовани танински раствор.

#### Стабилизација алуминијума
Могуће је коришћење танина и фосфатисање.

#### Стабилизација сребра
Може се користити бензотриазол, али уз опрез, јер се сумња да је канцероген. Као мање токсична замена данас се препоручује 2-меркаптобензотиазол.

#### Стабилизација олова
У фази испитивања је метод базиран на коришћењу карбоксилата.

### Заштита
Још увек најчеће вид заштите је лакирање предмета. Нешто ређе се користе воштани и уљни премази, ови последњи пре свега на оружју и техничким предметима. Заштита по правилу подупире и допуњује поступке стабилизације.

#### Лакови
- Паралоид Б-72 - једна од најчешће коришћених акрилних смола у конзервацији слика, али и метала до данас. По саставу је етил метакрилат метил акрилат кополимер. Врло трајан и не жути, изврсне реверзибилности. Раствара се у ацетону, толуену, ксилену, Shell Ciclo Sol ® 100/Shell Ciclo Sol ® 53, Arcosolv ® PM/1-метокси-2-пропанолу, метил етил кетону, етанолу, угљен тетрахлорид.
- Паралоид Б 67 - акрилна смола, по саставу полимер изобутил метакрилата. Чешће се користи на сликама. Благо жути старењем. Растворљив у ацетону, толуену, ксилену, етил ацетату, метил етил кетону, метилен хлориду, Shell Ciclo Sol ® 100/Shell Ciclo Sol ® 53, Arcosolv ® PM/1-Метокси-2-пропанолу.
- Паралоид Б 44 - акрилна смола, по саставу етил акрилат и метил метакрилата кополимер.
- Паралоид Б 48 Н - акрилна смола, по саставу бутил акрилат и метил метакрилата кополимер. Растворљив у ацетону, толуену и ксилен, те метил етил кетон. Посебно добар на металима али мање реверзибилности.
- Incralac - је посебан патентирани лак за бакар и легуре. По саставу Паралоид Б 44 отопљен у толуену, уз додатак пластификатора и бензотриазола - корозионог инхибитора за бакар. Дуго се користи за заштиту бронзаних скулптура, сам или у комбинацији са слојем воска. Трајност превлаке у спољним условима до 2 године (5 по произвођачу). Данас је у продаји и водом разредива верзија.
- Нитро лак - ова врста лакова се у заштити металних предмета користи од краја 19. века. У конзервацији металних предмета данас се још увек користе само на сребру, и то искључиво врсте произведене специјално за ту сврху (енглески Frigilene, амерички Agateen # 27, аустријски Perlitol Re 1260).
- ORMOCER - најновија врста лакова који се користе у конзервацији метала, на основи хетерополисилоксана, развијен од стране немачког Фраунхоферовог института за истраживање силиката. Још увек у фази испитивања .

#### Воскови
- Renaissance Wax - још увек доста коришћен патентирани восак, на основи микровоска Cosmolloid 80 Х и полиетилен воска растворених у white sirit-у. Користи се и на металима, препоручује се и коришћење у комбинацији са основним слојем лака.
- - рафинирани бели микровосак, саставни део Renaissance Vak-а, али се може користити и самостално, као и за припремање властитих мешавина. Користи се и на историјским и на археолошким металним предметима. Растворљив у етеричним уљима, терпентину, бензол, белом шпиритусу.
- TeCero Wachs 30410 - немачки микровосак. Користи се самостално или помешан са микровоском TeCero 30222 или 30201.
- Динитрол 4010 - патентирани производ, по декларацији штити метале, издржи температуру до 200 °C (по неким новијим истраживањима знатно бољи од претходних) и Паралоида Б 72.
- Полиген ЕС 91.009, патентирана воштана емулзија (БАСФ), није токсичан, суши за 24 сата, по новијим истраживањима бољи од Паралода Б 72. Није подобан за бакар и легуре.

#### Уља
- ВД 40
- Мешавина 20 делова рибљег уља и 80 делова white spirit-а

#### Комбинације
основни слој Паралоид Б 72 + други слој Renaissance Vaks, итд.

### Конзервација металу придружених материјала

#### Драго и полудраго камење
У принципу се не користе никакви растварачи, већ искључиво дестилована вода или евентуално 10% раствор биљке сапуњача (Saponaria officinalis). Посебну пажњу захтева рад на порозном драгом и полудрагом камењу, попут малахита, опала, калцедона, кризопраса, ахата, карнеола, лаписа, жада и тиркиза. Посебну пажњу захтева такође и драго камење подложено обојеним металним фолијама. У том случају течност никако не сме доћи у додир са фолијом. Ултразвучно чишћење се не треба користити.

#### Емајл
Добро очувани историјски предмети могу се чистити тампонима минимално натопљеним дестилованом водом. Код археолошких предмета искључиво се примењује пажљиво механичко чишћење. Ултразвук се не користи за чишћење!Као једноставан консолидант може се користити раствор Паралоида Б 72. Недостајући делови употпуњују се помоћу Паралоида Б 72 помешаног са пигментима или, у случају транспарентног емајла, бојитељима.

#### Ниел
Нијелиране (тулиране) предмете не треба чистити хемијски, већ искључиво механички. Недостајући делови могу се употпунити црно пигментираним Паралоидом Б 72. Напрсли делови подлепљују се густим раствором Паралоида Б 72 или Б 67 (растворљив у white spirit-у).

#### Оријентални лак - уруши
Захтева потпуно другачији приступ од на западу уобичајених лакова. Може се наћи на јапанском оружју и ратничкој опреми. рад са овим материјалом набоље је препустити експерту. Гитује се мешавином 6-8% поливнил алкохола и креде (може се користити и Роплекс ВС 24 ). Јапански конзерватори користе искључиво традиционалне технике, али како је сам уруши отрован материјал који изазива алергијске реакције, ове методе се на западу нерадо користе. Чисти се тампонима минимално натопљеним водом. Боја старих предмета може се оживети тако што ће се истрљати тканином натопљеном ланеним уљем. Објекти се чувају у просторијама са што мањим осцилацијама релативне влажности ваздуха, најбоље око 50%. Треба их штитити и од УВ зрачења.

#### Ћилибар
Ћилибар не треба чистити помоћу растварача, нити ултразвуком. Искључиво се користи дестилована вода, и евентуално мешавина воде и етанола (додаје се и до 0,5% умреживача).
За лепљење се могу користити разне воштано смолне мешавине, зависно од боје самог ћилибара. Једна од могућности је и коришћење 10% раствора канадског балзама у толуолу. Археолошки материјал се искључиво чисти механички. Могућа је и примена натапања текућим парафином, у сврху учвршћивања и побољшања боје археолошког ћилибара.
По једном корејском истраживању за консолидацију се може користити и Паралоид Б 67 отопљен у ксилену (наводи се да се показао стабилнијим од white spirit-а, у којем је Б 67 иначе растворљив). Једно новије америчко истраживање препоручује коришћење смоле Регалрез 1126 отопљене у петролеју.
Предмете од метала и ћилибара треба чувати од светла и високе температуре, ниске влажности или јаких осцилација у влажности ваздуха. Код предмета од метала и ћилибара се не користе корозиони инхибитори.

#### Гагат
Гагат се чисти помоћу тампона минимално натопљених дестилованом водом, евентуално раствором биљке сапуњаче (50 -100 гр сувог корена / 1 лит воде). Археолошки материјал се искључиво чисти механички. За лепљење археолошког материјала се користе воштано смолне мешавине или угушћен раствор Паралоида Б 72 или Б 67 (растворљив у white spirit-у).

#### Кораљи
Корал се чисти тампонима натопљеним дестилованом водом или мешавином дестиловане воде и етанола. Не треба користити ултразвук за чишћење, нити треба доводити у додир са киселинама.

#### Бисери
За чишћење историјских објеката се користи мешавину од 70% етанола и 30% слабе амонијачне воде (1%). За уклањање површинског слоја који је изгубио сјај може се користити 3-5% EDTA. Ро обради се испира дестилованом водом, па затим прво 80%, затим 90% и на крају чистим етанолом.
Ултразвук се не користи за чишћење.
Код археолошких налаза предмете треба третирати што пре, најбоље већ код ископавања, чистити искључиво механички, консолидовати са 2% Паралоидом Б 72, у случају сувих налаза (прво натопити растварачем у којем је отопљен и сам Паралоид). Код влажних или мокрих налаза користи се Рхоплекс ВС 24 (акрилна дисперзија).
Нешто новија руска литература као заштитну превлаку препоручује коришћење бељеног пчелињег воска отопљеног у white spirit-у или медицинском бензину. За лепљење препоручују рибље туткало у мешавини воде и алкохола (7/3), уз додатак 1% катамина АБ као биоцида. За чишћење се користи неионогени детергент 2-3% у мешавини воде и алкохола. Предмете не треба излагати дужем контакту са водом. Потребно је избегавати нагле промене температуре, излагање загађеном ваздуху и јаком светлу. Не треба их доводити у контакт са киселим или алкалним растворима. Све наведено важи и за седеф.

#### Морска пена
Бели меки минерал, код нас знан и као морска пена (од немачког meerschaum), сепиолит односно стива. По саставу хидратизовани магнезијум силикат. Овај се материјал користи за израду врло квалитетних лула за пушење, често у комбинацији са металом, дрветом и ћилибаром. Знатно је ређе коришћен и за израду шаховских фигура и накита, а има и неколико индустријских примена. Временом овај материјал добија лепу топло смеђу патину. Може се чистити са раствором сапуњаче, користећи добро оцеђене тампоне. Може се користити и слина. Лепи се са поливинил ацетатним лепком или угушћеним паралоидом Б 72 или Б 67 (растворљив у вајт спириту) односно Б 82 (растворљив у алкохолу). Као заштитни слој традиционално је коришћен пчелињи восак.

#### Восак
Овај се материјал ретко користи заједно са металом, евентуално код воштаних имитација цвећа или девоционалија. Врло је осетљив на ломљење, светло, повишену температуру и прашину. За лепљење предмета од пчелињег воска користи се рибље туткало. Код тврђих воскова или мешавина истих може се зависно о предмету, користити Мовилит 30 или Ласко 498 ХВ.
Руска литература препоручује и растворе полимера растворних у етанолу (поливинилбутирал, поливинилацетат).
За чишћење се препоручују раствори полимера у мешавини етанола и воде (9/1, 7/3), пре свега 5% поливинилбутирал или полиамид 3%, раствор се нанесе на предмет, по испарењу растварача заостаје еластична превлака која се потом уклања и која за себе везује све нечистоће.

## Израда копија
- копије у изворно коришћеној технологији
- копије изведене у техници галванопластике
- копије од полимерних материјала
- 3Д штампа[23]

## Превентивна заштита металних предмета
Металне предмете треба чувати у просторијама које су заштићене од загађеног ваздуха, прашине, ултраљубичастог зрачења и превелике релативне влажности ваздуха. Као идеалне вредности могле би се узети: температура од 16-20 °C (за калај не мање од 13,2 °C), до 40% релативне влажности ваздуха (35-55% у складу са најновијим препорукама Канадског конзервационог института), уз напомену да ако се ради о предметима код којих је метал комбинован са органским материјалима релативна влажност ваздуха не би требало да буде испод 45%. Најосетљивији су на деловање неповољних услова археолошки предмети. Њих треба чувати у просторима (или посудама) са врло ниском релативном влагом, а у случају посебно вредних предмета у коморама са азотом. Ту се може придржавати горе поменутих вредности температуре код предмета са активном корозијом на бакру или легурама до 35% rH, односно код гвожђа до 12% rH. Полице у депоу најбоље је да су од нерђајућег челика или пластике, с тиме да морамо избегавати пластичне масе које садрже хлор или ацетате. Дрво и материјале од модификоване дрвне масе најбоље је избегавати. Такође не треба користити гуму, филц или вуну од текстилних материјала. Ниво расвете до 300 лукса у случају искључиво металних предмета, код предмета од лакираног или обојеног метала до 150 лукса, у случају предмета код којих је метал комбинован са светлоосетљивим материјалом до 50 лукса. Код руковања са предметима обавезно је користити чисте беле памучне рукавице.

## Периодика о конзервацији метала
- BROMEC Bulletin of Research on Metal Conservation онлајн часопис радне групе за конзервацију метала међународног музејског савета ИЦОМ ЦЦ, на француском, енглеском и шпанском језику

## Блогови о конзервацији метала
1.Armas protohistóricas con magnetita ,autor Jesús Alonso López
1. Conservation of metals ,autor Catia Viegas Wesolowska
2. Staffordshire Hoard Blog
3. Cheapside Hoard Blog
4. Silver linings: conserving The Borghese traveling service

## Слободни Софтвер који се примењује на заштиту метала
- The Use of Expert Systems in Conservation[1]
- The Modular Cleaning Program[2]
- Besplatni američki program za vodenje konzervatorsko restauratorske dokumentacije[3]
- ACORN (A COnservation Records Network) ,besplatno američko web bazirano radno okružje za dokumentiranje konzervatorsko restauratorskih zahvata[4]
- Fragment Reassembler,slobodni software za prepoznavanje delova i sastavljanje fragmentovanih predmeta[5]
- Besplatni operativni sustavi: sve Linux distribucije (npr. Debian, Ubuntu, Fedora ,Slackware,Puppy Linux...)
- Besplatne alternative Microsoft Word(R)-u: OpenOffice.org,LibreOffice, AbiWord
- Uređivanje fotografija:GIMP, VIPS[6], ImageJ
- Slobodni preglednici slika:GQview, Xnview,IrfanView
- Stolno izdavaštvo, izrada plakatnih prezentacija: Scribus
- Freecorp-simple corrosion prediction software[7]
- DiscoveryMat software[8]